# Engelthaler Schwesternbuch
Das Engelthaler Schwesternbuch (Von der genaden uberlast – Von der Gnaden Überlast) ist ein im Dominikanerinnenkloster Engelthal bei Nürnberg entstandenes und Christine Ebner zugeschriebenes Schwesternbuch. Es enthält (meist kurze) Berichte über Nonnen, die im Spannungsfeld von Verdienst und Gnade mystisch gedeutet werden. Der Fokus liegt dabei auf dem Sterben als Übergang in das Dasein bei Gott, wobei die rechte irdische Lebensführung ihren Beweis findet.

## Datierung und Überlieferung
Das Engelthaler Schwesternbuch entstand vermutlich zwischen 1328 und 1346. Der Text ist in drei Handschriften N, W und Wo und einigen Fragmenten überliefert. Autorin ist nach dem Zeugnis der Inzigkofener Handschrift W (vom Jahr 1451) Christine Ebner: Anstelle des Wortlauts in N 42,13f. bei der stund ich ist in W f.118r zu lesen: by der stůnd ich cristin ebnerin.
| Handschrift | Erläuterung |
| ----------- | --- |
| Schröder    | Kritische Ausgabe von Gnadenüberlast aufgrund der Hs. N (zitiert: N)                                                                         |
| N           | Überlieferung von Gnadenüberlast in Hs. N (Nürnberg, Germanisches Nationalmuseum, cod. 1338)                                                 |
| W           | Überlieferung von Gnadenüberlast in Hs. W (Wien, Schottenkloster, cod. 308, Katalog-Nr. 234, ehem. Inzigkofen), f. 84r-119v                  |
| Wo          | Überlieferung von Gnadenüberlast in Hs. Wo (Wolfenbüttel, Herzog August Bibliothek, Cod. Guelf. 22 Aug. 4°)                                  |
| FS          | Gnaden-Leben des Friedrich Sunder (ediert bei Ringler 1980, S. 391–444): der Abschnitt FS 1859-70 (Hs. W f. 225v-226r) entspricht N 41,10-23 |
| H           | Kirchberger Schwesternbuch, Fassung KiH: der Abschnitt KiH 13,3-27 entspricht N 8,1-9,3                                                      |
| Codex N     | Der Codex N XXXV laut Katalog des ehemaligen Katharinenklosters Nürnberg ist heute unauffindbar.                                             |

(Übersicht nach Ringler 1980, S. 82, mit neueren Ergänzungen)

## Inhalt und Intention
Das Schwesternbuch beginnt mit einer relativ ausführlichen Gründungsgeschichte, die aufschlussreiche Informationen über die Entstehung eines Klosters aus einer ursprünglichen Beginensammlung vermittelt. Den Hauptteil bilden sodann mehr oder weniger ausführliche Berichte aus dem Leben von 45 Klosterschwestern, dazu auch über einige dem Kloster nahestehende Personen.
Ebenso wie in anderen Schwesternbüchern dieser Zeit sollen auch im Engelthaler Schwesternbuch diese Kurzviten begnadeter Mitglieder des Klosters nicht nur dazu dienen, den Ruhm des Konvents zu erhöhen. Vielmehr gilt es, anhand dieser Viten in der bildhaften Sprache von Visionen Fragen der rechten Lebensführung sowie Aspekte der Theologie darzustellen, so wie sie im Zug der mystischen Spiritualität diskutiert wurden. Themen des Engelthaler Schwesternbuchs sind z. B.: Dreifaltigkeit, Heiligenverehrung, Askese, Ertragen von Leiden, Wahrnehmung von Klosterämtern, Vorbereitung auf das Sterben, Sinngebung des Todes. Auffallend ist die starke Betonung der Tugend der Gerechtigkeit und die Problematisierung des klösterlichen Gehorsams. – zwei Themen, die gerade auch in den Offenbarungen Christine Ebners wichtig sind, während sie bei Adelheid Langmann nicht in den Blick kommen.
Mystische Erlebnisse im engeren Sinne sind dagegen selten. Die gewissermaßen didaktische Ausrichtung der Thematik erklärt auch, dass die Schwesternbücher dann in den Klosterreformen des 15. Jahrhunderts neue Beachtung fanden; Beispiel ist die Handschrift W des Reformklosters Inzigkofen, die auch Abschriften der Schwesternbücher von Kirchberg und Gotteszell enthält.
Nach den Beschreibungen erlebten im Kloster Engelthal alle Nonnen bis auf eine einzige Verzückungszustände. Mehreren Schwestern erschien, oft auch kurz vor ihrem Tod, das Jesuskind und tröstete sie. Selbstgeißelungen gehörten zu den alltäglichen asketischen Übungen. Die Schwester Anne Vorhtlin gehörte zu den Nonnen, die harte Kasteiung betrieben: Sie versah ihre großen Dienste mit großem Fleiß und war außerdem eine geliebte Märtyrerin: Sie trug ein härenes Gewand und vergoß oft ihr Blut durch die Liebe unseres Herrn. Sie hatte an Weihnachten eine Vision des Jesuskindes auf Heu, das seinen Körper zerstochen hatte. Später erschien er ihr als älteres, spielendes Kind. Sie sagte zu dem Kind: „Und hätte ich dich, ich äße dich vor rechter Liebe.“ Häufig waren Visionen des Jesuskindes in Gestalt der Hostie.

## Textprobe
Als Beispiel für das Engelthaler Schwesternbuch die Vita der Mehthilt von Neitstein, eine eher kürzere Vita:

„Ein swester hiez Mehthilt von Neitstein und kom her von

dem hof dez graven von Hirzberch, und wart ein emzige dinerin

gotes und waint an irm gebete alle tag dar umb daz ir got ein gut

ende geb. Dez gewert er sie und gab ir gar einen andehtigen toet.

Do kom sie nach dem tode her wider und sprach: ir het got un-

mezzigen lon dar umb geben daz sie dem covent als getrev wer

gewesen, und sunderlich daz sie an dem priolamt erliten het von

trewen.“

### Ausgaben
- Der Nonne von Engelthal Büchlein von der genaden uberlast. Hrsg. von Karl Schröder (= Bibliothek des Litterarischen Vereins in Stuttgart. 108). Laupp, Tübingen 1871 (archive.org).
- E-Text von Thomas Gloning nach der genannten Ausgabe.

### Sekundärliteratur
- Susanne Bürkle: Literatur im Kloster. Historische Funktion und rhetorische Legitimation frauenmystischer Texte des 14. Jahrhunderts (= Bibliotheca Germanica, 38). Tübingen, Basel 1999.
- Gertrud Jaron Lewis: By women, for women, about women. The Sister-Books of Fourteenth-Century Germany (= Studies and texts. 125). Pontifical Institute of Mediaeval Studies, Toronto 1996.
- Sandra Linden: Vom irdischen zum himmlischen Konvent. Die Baumvision als Interpretationszugang zur Todesdarstellung im Engelthaler Schwesternbuch. In: Oxford German Studies 29 (2000), S. 31–76.
- Siegfried Ringler: Christine Ebner. In: VL², Bd. 2 (1980), Sp. 297–302.
- Siegfried Ringler: Viten- und Offenbarungsliteratur in Frauenklöstern des Mittelalters. Quellen und Studien. Artemis, München 1980, S. 82–91 u. ö. (s. Register)